# Elagabalus Sol invictus
För fler betydelser, se Sol invictus (olika betydelser)

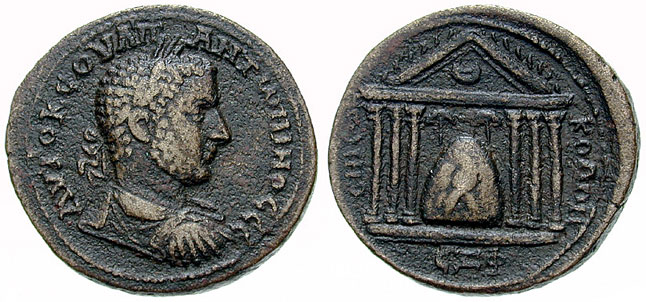
Solguden El Gabal tempel i Emesa med den heliga stenen, på frånsida av detta bronsmynt föreställande den romerska usurpatorn Uranius Antoninus.

Elagabalus Sol Invictus (den obesegrade solen) var en romersk solgud som introducerades i Rom under den severiska dynastin av den romerska kejsaren Heliogabalus (Elagabalus). Han hade varit överstepräst i sin hemstad inom kulten av guden Elagabal (latin Elagabalus) i Emesa i forntida Syrien. Dyrkan och kulten av Sol invictus fick en central plats i senromerska rikets officiella religion. 

## Källa
- Store norske leksikon/Sol – mytologi